# Ginsterhahn

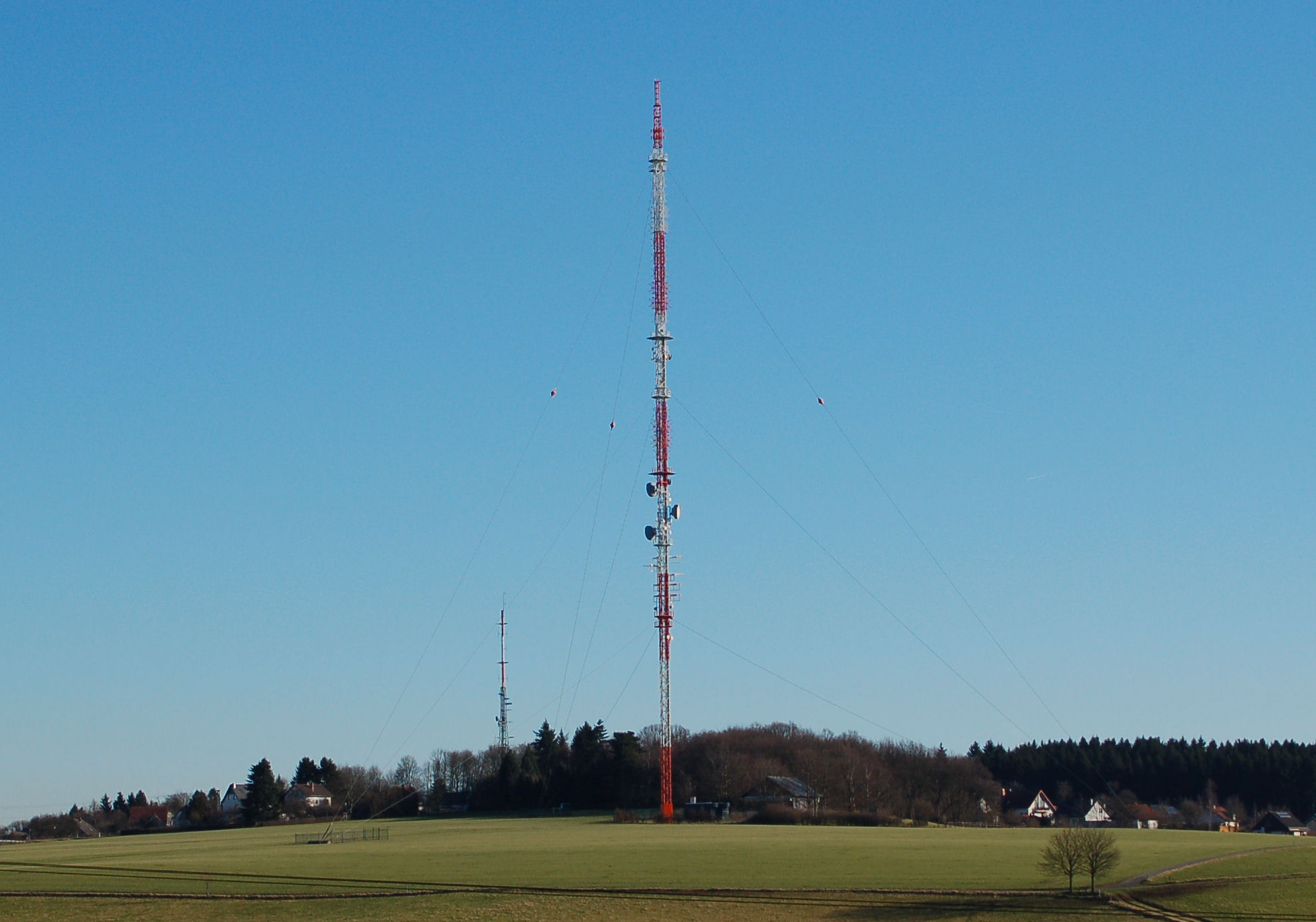
Ginsterhahn mit Sender Linz am Rhein

Ginsterhahn ist eine Ortschaft, die zum größeren Teil ein Ortsteil der Ortsgemeinde Sankt Katharinen ist und zum kleineren ein Ortsteil der Ortsgemeinde Dattenberg. Beide Ortsgemeinden gehören zur Verbandsgemeinde Linz am Rhein und liegen im rheinland-pfälzischen Landkreis Neuwied.

## Geographie
Der Weiler Ginsterhahn liegt zwischen 355 und 375 m ü. NHN auf beiden Seiten des Ginsterhahner Kopfs (375,6 m ü. NHN), einer sanften Anhöhe auf dem Rheinwesterwälder Vulkanrücken (Niederwesterwald). Südlich grenzt der Dattenberger Wald an. Erschlossen wird Ginsterhahn von der in Nord-Süd-Richtung über den Höhenrücken verlaufenden Landesstraße 254 (Kretzhaus–Weißfeld), die auch den in ein Kilometer Entfernung gelegenen nördlichen Nachbarort Hargarten anbindet und an deren höchstem Punkt Ginsterhahn liegt. Der Südwesten des Ortsteils mit einer Ferienhaussiedlung gehört zur Ortsgemeinde Dattenberg.

## Geschichte
Die früheste Erwähnung von Ginsterhahn als Siedlungsort erfolgte 1636 in einer Linzer Steuerliste unter dem Namen Ginsterer Hohn, in Taufregistern taucht der Ort ab 1671 auf. Die Einwohnerzahl stieg von 15 Einwohnern im Jahre 1670 über 30 Einwohner 1803 auf 73 im Jahre 1885 an. Die Ortschaft unterstand bis Anfang des 19. Jahrhunderts als Teil der Linzer Höhe der Verwaltung des kurkölnischen Amtes Linz. Nachdem das Kirchspiel Linz 1809 in Gemarkungen aufgeteilt worden war, gehörte der Großteil von Ginsterhahn zur Gemeinde Hargarten, zwei Höfe westlich der Landstraße hingegen zur Stadt Linz am Rhein. Mitte des 19. Jahrhunderts kam dann mit dem im Süden Ginsterhahns gelegenen Weidgenshof auch noch die Gemeinde Dattenberg anteilig in den Besitz des Ortes, die aber wie Linz und Hargarten ebenfalls zur Bürgermeisterei Linz gehörte. Im Rahmen von Volkszählungen in der ersten Hälfte des Jahrhunderts war Ginsterhahn als Weiler verzeichnet, 1843 zählte der Hargartener Teil fünf Wohn- und 16 Wirtschaftsgebäude.
Der zunächst landwirtschaftlich geprägte Weiler fand Ende des 19. Jahrhunderts mit dem Betrieb mehrerer Steinbrüche in der Umgebung eine neue Erwerbsquelle. In Ginsterhahn selbst wurde ab 1869 der Ginsterhahner Kopf ausgebeutet. 1925 wurde eine Feldbahn zwischen den Steinbrüchen am Stümperich und am Hummelsberg gebaut, die auch Ginsterhahn anband. Der Abbau am Ginsterhahner Kopf, den zuletzt die Linzer Basalt AG betrieben hatte, wurde 1938 eingestellt. Der Zweite Weltkrieg führte in Ginsterhahn, dessen Umgebung besonders im März 1945 umkämpft war, zu schweren Schäden. Einige bäuerliche Betriebe wurden in der Nachkriegszeit aufgegeben, Ginsterhahn hat sich zunehmend zu einem Pendlerort gewandelt. 1955 entstand im Nordwesten der Ortschaft der Sender Linz am Rhein mit einem 156 Meter hohen abgespannten Fachwerkmast.
Am 7. Juni 1969 wurde aus der Gemeinde Hargarten mit ihrem Ortsteil Ginsterhahn sowie aus den Gemeinden Notscheid und Lorscheid die neue Gemeinde Sankt Katharinen gebildet. Um die weiter bestehende kommunale Dreiteilung von Ginsterhahn zu beenden, wurden 1974 Gebietskorrekturen durchgeführt, bei denen der westlich der Landesstraße gelegene Linzer Teil von Ginsterhahn sowie ein zur Ortsgemeinde Dattenberg gehörender südlicher Teil an Sankt Katharinen fielen. Das im Südwesten Ginsterhahns erbaute Wochenendgebiet mit etwa 15 Häusern verblieb bei Dattenberg. 1987 zählte der Weiler 98 Einwohner (davon 63 zu St. Katharinen und 35 zu Dattenberg).